# Негуреній-Векі
Негуреній-Векі (рум. Negurenii Vechi) — село в Унгенському районі Молдови. Адміністративний центр однойменної комуни, до складу якої також входять села Кошень, Цигіра та Зезуленій-Векі.

## Населення
За даними перепису населення 2004 року у селі проживали 675 осіб.
Національний склад населення села:
| Національність       | Кількість осіб | Відсоток   |
| -------------------- | -------------- | ---------- |
| молдавани румуни     | 658 2          | 97,5% 0,3% |
| українці             | 8              | 1,2%       |
| росіяни              | 4              | 0,6%       |
| інша / без відповіді | 3              | 0,4%       |
| Всього               | 675            | 100%       |